# Национална литературна награда „Николай Хайтов“
Националната литературна награда „Николай Хайтов“ се присъжда след провеждането на Национален конкурс за белетристика и публицистика „Николай Хайтов“.
Наградата има следния статут: 
1. Националната литературна награда „Николай Хайтов" (накратко НЛН „Николай Хайтов") е учредена от Народно читалище „Николай Хайтов" (НЧНХ) град София през 2003 г. с протокол № 15 от 17 юни 2003 г. на Настоятелството на НЧНХ по повод смъртта на дългогодишния председател на НЧНХ – Николай Хайтов.
2. Наградата се присъжда ежегодно за книга с белетристика или публицистика, утвърждаваща националните традиции, нравствеността, родолюбието и духовните послания на писателя Николай Хайтов.
3. Цели на НЛН „Николай Хайтов":
	а) да стимулира авторите за създаване на високо художествена и философски осмислена белетристика, утвърждаваща хуманизма и високите нравствени и естетически ценности, характерни за Хайтовото творчество;
	б) да популяризира творчеството и литературната дейност на последните носители на НЛН „Николай Хайтов".
4. Наградата се връчва в края на месец октомври преди Деня на народните будители.
5. Наградата се присъжда само приживе.
6. В конкурса могат да участват автори и издателства с книги – белетристика или публицистика, издадени в периода октомври, годината преди връчването – септември, годината на връчването, по три екземпляра от заглавие.
7. Критерии при избора на носителя на наградата са художествените стойности на произведенията му, които да носят духа на творчеството на Хайтов.
8. Краен срок за кандидатстване е 31 август, годината на връчването на адрес: София 1113, улица „Юрий Гагарин“ № 7, Народно читалище „Николай Хайтов – 1936“ – за конкурса.
9. Материален израз на НЛН „Николай Хайтов" са грамота, пластика и парична сума.
10. НЛН „Николай Хайтов" може да бъде актуализирана в годината на връчването.
11. Наградният фонд за 2014 г. е в размер на 2250 лв. и е формиран, както следва: 750 лв. от Народно читалище „Николай Хайтов 1936“, по 750 лв. от Съюза на българските писатели и вестник „Земя“. Фондация „Николай Хайтов“ осигурява пластиката. Наградите са:
	а) Голяма награда – пластика и премия от 1500 лв.;
	б) Поощрителна награда – премия от 500 лв.;
	в) Награда за млад автор – премия от 250 лв.
12. За присъждане на наградата всяка година се формира жури, включващо представители на НЧНХ, на Съюза на българските писатели, на в-к „Земя“ и на район „Изгрев“, носители на наградата, национално признати познавачи на живота и творчеството на Хайтов, представители на творчески съюзи. Председател на журито е председателят на НЧНХ.
13. В Журито не могат да участват лица, свързани с кандидатите за наградата.
14. Журито се назначава със Заповед на председателя на НЧНХ. Заседанията на журито се свикват от неговия председател, който осигурява необходимата организация и техническа документация.
15. Журито заседава при наличие на кворум.
16. Решенията на журито се вземат след обсъждане на постъпилите книги.
17. Решенията се вземат с тайно гласуване и обикновено мнозинство.
18. Срок за определяне на носителите на НЛН „Николай Хайтов" – месец октомври в годината на връчването.
19. Възможно е НЛН „Николай Хайтов", както и части от нея, да не бъдат присъдени.
20. Протоколът от заседанието на журито и предложенията му се предоставят на кмета на район „Изгрев“.
21. Цялостната организация по церемонията за самото връчване е ангажимент на НЧНХ.